# Bahçeşehir Koleji Spor Kulübü 2018-2019
Questa voce raccoglie le informazioni riguardanti il Bahçeşehir Koleji Spor Kulübü nelle competizioni ufficiali della stagione 2018-2019.

## Stagione
La stagione 2018-2019 del Bahçeşehir Koleji Spor Kulübü è la 1ª nel massimo campionato turco di pallacanestro, la Basketbol Süper Ligi.
All'inizio della nuova stagione la Federazione decise di modificare il regolamento riguardo al numero di giocatori stranieri consentiti per ogni squadra che così venne ridotto a cinque.

## Roster
Aggiornato al 8 novembre 2024.
| Bahçeşehir Koleji 2018-19 | Bahçeşehir Koleji 2018-19 |
| Giocatori                 | Staff tecnico             |
| ------------------------- | ------------------------- |

| N. | Naz.                                     | Ruolo | Nome               | Anno | Alt.   | Peso   |  |
| -- | ---------------------------------------- | ----- | ------------------ | ---- | ------ | ------ |  |
| 1  | Canada (bandiera)                        | G     | Andy Rautins       | 1986 | 193 cm | 86 kg  |  |
| 3  | Stati Uniti (bandiera)                   | C     | D.J. White         | 1986 | 206 cm | 113 kg |  |
| 5  | Turchia (bandiera)                       | G     | Can Altıntığ       | 1987 | 195 cm | 93 kg  |  |
| 8  | Turchia (bandiera)                       | AC    | Hadi Özdemir       | 1983 | 202 cm | 111 kg |  |
| 9  | Turchia (bandiera)                       | G     | Ahmet Cantitiz     | 1992 | 195 cm |        |  |
| 10 | Turchia (bandiera)                       | P     | Yiğitcan Turna (C) | 1987 | 185 cm | 82 kg  |  |
| 11 | Turchia (bandiera)                       | P     | Alper Özcan        | 1989 | 188 cm |        |  |
| 15 | Turchia (bandiera)                       | AG    | Hakan Yapar        | 1984 | 203 cm |        |  |
| 17 | Stati Uniti (bandiera)                   | AP    | Chris Babb         | 1990 | 196 cm | 100 kg |  |
| 20 | Andorra (bandiera) · Spagna (bandiera)   | P     | Quino Colom        | 1988 | 188 cm | 88 kg  |  |
| 41 | Stati Uniti (bandiera)                   | G     | Manny Harris       | 1989 | 196 cm | 84 kg  |  |
| 44 | Stati Uniti (bandiera)                   | C     | Marcus Slaughter   | 1985 | 204 cm | 106 kg |  |
| 55 | Slovenia (bandiera) · Turchia (bandiera) | A     | Emir Preldžič      | 1987 | 206 cm | 100 kg |  |

| Allenatore                                                                       |
| - Stefanos Dedas                                                                 |
| Assistente/i                                                                     |
| - Erhan Ernak - Tufan Sabah Legenda - (C) Capitano - (IN) Inattivo - Infortunato |

## Mercato

### Sessione estiva
| Acquisti | Acquisti         | Acquisti         | Acquisti   | Acquisti |
| R.a      | Nome             | da               | Modalità   |          |
| -------- | ---------------- | ---------------- | ---------- | -------- |
| P        | Quino Colom      | UNICS Kazan'     | svincolato |          |
| P        | Alper Özcan      | Afyon Belediye   | svincolato |          |
| G        | Can Altıntığ     | Bandırma Banvit  | svincolato |          |
| G        | Andy Rautins     | Bandırma Banvit  | svincolato |          |
| AP       | Chris Babb       | Lokomotiv Kuban' | svincolato |          |
| A        | Emir Preldžič    | Galatasaray      | svincolato |          |
| AC       | Hadi Özdemir     | Afyon Belediye   | svincolato |          |
| C        | Marcus Slaughter | Virtus Bologna   | svincolato |          |

| Cessioni | Cessioni      | Cessioni       | Cessioni       | Cessioni |
| R.       | Nome          | a              | Modalità       |          |
| -------- | ------------- | -------------- | -------------- | -------- |
| P        | Ata Kahraman  | Bursaspor      | fine contratto |          |
| P        | Soner Şentürk | Free agent     | fine contratto |          |
| PG       | Michael Dixon | Bnei Herzliya  | fine contratto |          |
| G        | Evren Büker   | Bursaspor      | fine contratto |          |
| GA       | Ceyhun Altay  | Free agent     | fine contratto |          |
| AP       | Kutay Akpulat |                | fine contratto |          |
| AP       | Kerem Özkan   | Sakarya        | fine contratto |          |
| A        | Mutlu Akpınar | TED Ankara     | fine contratto |          |
| AG       | Ümit Sonkol   | Karesi Spor    | fine contratto |          |
| C        | Kerem Gönlüm  | Free agent     | fine contratto |          |
| C        | Cemal Nalga   | Afyon Belediye | fine contratto |          |

### Dopo l'inizio della stagione
| Acquisti | Acquisti     | Acquisti   | Acquisti         | Acquisti   |
| R.       | Nome         | da         | Data             | Modalità   |
| -------- | ------------ | ---------- | ---------------- | ---------- |
| G        | Manny Harris | Free agent | 14 dicembre 2018 | svincolato |

| Cessioni | Cessioni | Cessioni | Cessioni | Cessioni |
| R.       | Nome     | a        | Data     | Modalità |
| -------- | -------- | -------- | -------- | -------- |